# 沃尚之戰
沃尚之戰（法語：Bataille de Vauchamps）發生於1814年2月14日，是拿破崙戰爭第六次反法同盟期間的一場戰役，拿破崙一世在此役中指揮法軍追擊並擊潰格布哈德·馮·布呂歇爾指揮的普俄西里西亞軍團。
1814年初，拿破崙一世指揮法蘭西帝國陸軍在法國東北部抵禦龐大數量的聯軍，並於2月10日至13日以機動戰術屢挫布呂歇爾的西里西亞軍團。2月13日，布呂歇爾因局勢惡化選擇停止與拿破崙交戰，轉而進攻孤立的馬爾蒙第六軍。他在同日攻擊並擊退馬爾蒙，但拿破崙很快發覺他的去向，遂率領部隊前去支援馬爾蒙。2月14日上午，布呂歇爾指揮聯軍繼續向馬爾蒙進攻，迫使其持續後撤直到增援抵達。同日下午，拿破崙抵達並發動反擊，擊退西里西亞軍團的先遣部隊，使布呂歇爾決定即使無騎兵保護下也要在平原地帶撤退。之後，法軍騎兵在追擊階段輕易地摧毀多個敵軍步兵方陣，給予其慘重損失。當夜色降臨時，布呂歇爾進行了一場倉促的強行軍，率領殘軍向沙隆撤退。

## 前奏
1814年2月中旬，法國皇帝拿破仑一世在尚波貝爾之戰、蒙米拉伊之戰及蒂耶里堡之戰擊敗反法同盟聯軍「西里西亞軍團」的部分部隊後，準備向南進攻堵住另一支聯軍部隊「波希米亞軍團」的前進道路。然而他在2月13日吃驚地得知，布呂歇爾正沿著通往蒙米拉伊的道路前進，向位於埃托日的馬爾蒙軍進攻。布呂歇爾計劃摧毀這支實力弱小的軍，從而進攻拿破崙的後方。拿破崙決定立即前去支援馬爾蒙，讓麥克唐納元帥與克勒曼將軍繼續向南與烏迪諾元帥會合，維克托元帥與熱拉爾將軍則移動至蒙特羅北。2月14日上午3點，拿破崙將小部分部隊交給莫爾捷元帥指揮後，率領格魯希將軍的騎兵與近衛騎兵離開蒂耶里堡前往沃尚。
與此同時，布呂歇爾於2月13日晚在貝熱爾萊韋爾蒂重整隊伍，對馬爾蒙的一個師發動攻擊，將其趕出埃托日，並根據計劃向拿破崙部隊的後方，也就是尚波貝爾與弗羅芒蒂耶爾推進。然而，拿破崙在明白布呂歇爾的意圖後，就將部隊集中於該地區。

## 交戰雙方

### 「西里西亞軍團」

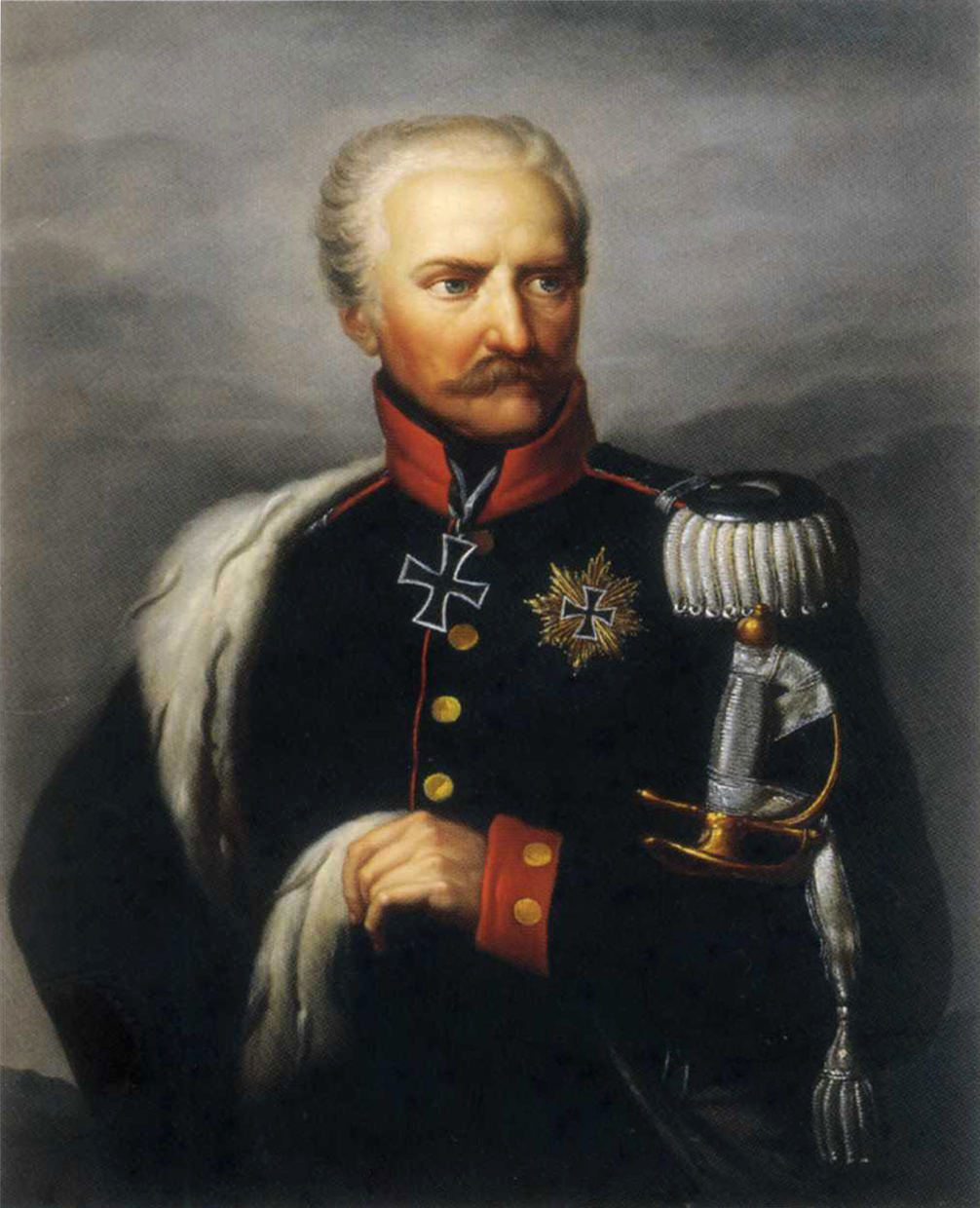
「西里西亞軍團」司令格布哈德·莱贝雷希特·冯·布吕歇尔元帥

西里西亞軍團在2月14日的戰鬥中共有21,500人，其部隊大多為步兵。包括：克萊斯特將軍指揮的普魯士第二軍的13,500人，卡普采維奇將軍指揮的俄羅斯第十軍的6,500人，以及在尚波貝爾之戰中被重創的俄羅斯第九軍的1,500人。第二軍共有八個6磅砲兵連、兩個12磅砲兵連，總砲數為80門。除此之外，該軍還有一個未知砲數的榴彈砲連。第十軍則有三個砲兵連，外加第九軍殘部的兩個砲兵連。
戰鬥序列
- 普魯士第二軍：弗里德里希·馮·克萊斯特（英语：Friedrich Graf Kleist von Nollendorf）將軍
  - 第10旅：格奧爾格·杜比斯拉夫·路德維希·馮·皮爾希（英语：Georg Dubislav Ludwig von Pirch）將軍
  - 第11旅：漢斯·恩斯特·卡爾·馮·齊滕（英语：Hans Ernst Karl, Graf von Zieten）將軍
  - 第12旅：普魯士親王奧古斯特（英语：Prince Augustus of Prussia）將軍
  - 騎兵旅：格奧爾格·卡爾·阿爾布雷希特·恩斯特·馮·哈克（英语：Karl Georg Albrecht Ernst von Hake）將軍
  - 騎兵旅：弗里德里希·埃哈德·馮·勒德爾（英语：Friedrich Erhard von Röder）將軍
  - 砲兵：約翰·卡爾·路德維希·布勞恩將軍
- 俄羅斯第十軍：彼得·米哈伊洛维奇·卡普采維奇（英语：Peter Mikhailovich Kaptzevich）將軍
  - 第8師：亞歷山大·彼得羅維奇·烏魯索夫將軍
  - 第22師：帕維爾·彼得羅維奇·圖爾恰尼諾夫將軍
  - 俄羅斯第九軍殘部：葉夫斯塔菲·葉夫斯塔菲耶維奇·烏敦將軍

### 「大軍團」

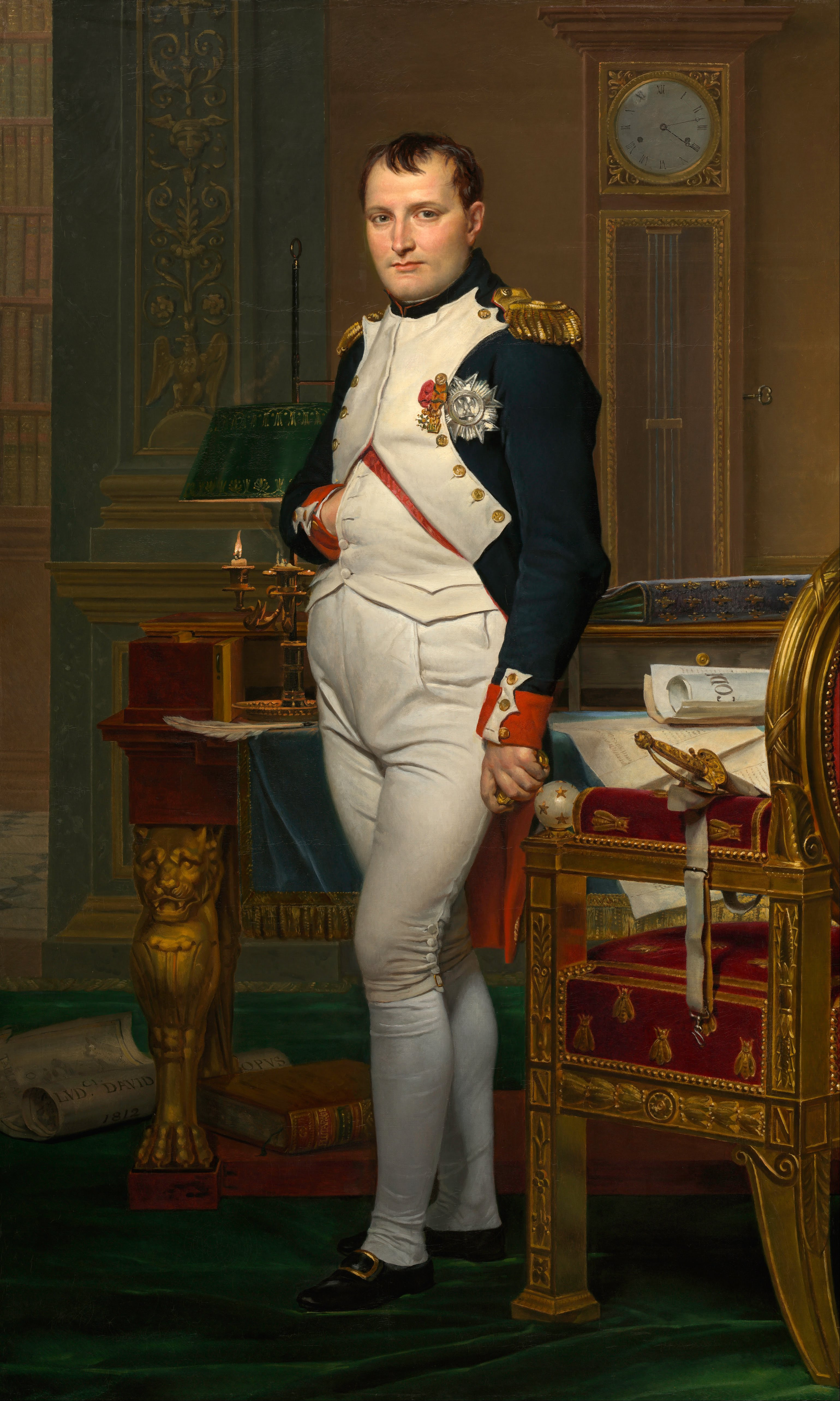
法蘭西帝國皇帝拿破崙一世

拿破崙下令在沃尚附近集中兵力，共有25,000人被部署在該區域。然而僅有19,000人成功即時趕到戰場，不超過10,000人參與了實際戰鬥。格魯希指揮的第一騎兵軍與第二騎兵軍各有兩個師，共有3,600名騎兵。南蘇蒂指揮的近衛軍騎兵有兩個師，共有3,300名騎兵。第一與第二老近衛師共有7,000人，而第一與第二青年近衛師共有6,500人。馬爾蒙的兩個師兵力不超過3,000人。勒瓦爾的第七軍大約有4,500人。在這些部隊中，僅有騎兵部隊、馬爾蒙的步兵以及一個營的老近衛軍真正參與到戰鬥，其他部隊仍在後頭。
戰鬥序列
- 法國第六軍：奧古斯特·德·馬爾蒙元帥
  - 第三師：約瑟夫·拉格朗日（英语：Joseph Lagrange (soldier)）將軍
  - 第八師：艾蒂安·皮埃爾·西尔韋斯特·里卡爾（英语：Étienne Pierre Sylvestre Ricard）將軍
  - 第七師（臨時增援）：讓·法蘭索瓦·勒瓦爾（英语：Jean François Leval）將軍
- 騎兵：埃马纽埃尔·德·格鲁希將軍
  - 騎兵師：安托萬·路易·德克雷·德·聖日爾曼（英语：Antoine-Louis Decrest de Saint-Germain）將軍
  - 騎兵師：讓-皮埃爾·杜梅克將軍
  - 騎兵師：艾蒂安·塔迪夫·德·普默魯·德·博德蘇勒（英语：Étienne Tardif de Pommeroux de Bordesoulle）將軍
- 帝國衛隊騎兵：艾蒂安·德·南苏蒂將軍
  - 第二師：夏爾·勒菲弗-德斯努埃特（英语：Charles Lefebvre-Desnouettes）將軍
  - 第三師：路易·馬里·萊韋克·德·拉費里埃（法语：Louis Marie Levesque de Laferrière）將軍
- 帝國衛隊砲兵：安托萬·德魯奧將軍
- 帝國衛隊步兵：米歇爾·內伊元帥（未參戰）
  - 第一近衛師（老近衛）：路易·弗里昂（英语：Louis Friant）將軍
  - 第二近衛師（青年近衛）：菲利貝爾·讓-巴蒂斯特·屈里亞爾（英语：Philibert Jean-Baptiste Curial）將軍

## 戰鬥
布呂歇爾在2月13日擊退馬爾蒙第六軍後，於隔日上午佔領尚波貝爾，然後派遣前鋒向弗羅芒蒂耶爾及沃尚推進。馬爾蒙的部隊僅有拉格朗日師與來自里卡爾師的800人，只得撤回蒙米拉伊等待增援部隊抵達。上午9點，布呂歇爾派出齊滕旅與部分騎兵部隊從沃尚推進至蒙米拉伊。令普軍驚訝的是，馬爾蒙的部隊並未退縮，而是猛烈反擊將齊滕的前鋒逼回了沃尚村，隨行的普軍騎兵也被法軍砲火驅散。此時里卡爾師的兩個旅都可投入作戰，馬爾蒙將這兩個旅派往沃尚的普軍陣地，第一旅走在蒙米拉伊－沃尚道路以南，在博蒙森林的掩護下進軍；第二旅走在蒙米拉伊－沃尚道路以北，正面地向普軍陣地進軍。利翁將軍指揮著馬爾蒙軍的騎兵，包括馬爾蒙的護衛騎兵中隊和四個精銳近衛騎兵中隊。馬爾蒙軍最左側的旅進入沃尚村，但很快就被村中的普軍擊退。隨後馬爾蒙派遣五個騎兵中隊前往救援，法軍騎兵將普軍趕回村莊，並在孤立的農場中俘虜了一個普軍營。
齊滕決定將部隊撤回弗羅芒蒂耶爾村與克萊斯特及卡普采維奇會合。馬爾蒙軍的拉格朗日師與里卡爾師向前推進，追擊向弗羅芒蒂耶爾撤退的普軍。馬爾蒙此時得到格魯希騎兵部隊的增援，該部隊的兩個師（杜梅克師與聖日爾曼師）移動到讓維利耶村，試圖切斷齊滕旅的撤退路線。此外，其他法軍增援也逐漸抵達，包括勒瓦爾師與近衛砲兵。勒瓦爾師抵達戰場後就沿著小莫蘭河穩步推進，嘗試包抄普軍的側翼。齊滕旅在撤退中保持良好秩序，組成步兵方陣抵禦格魯希的騎兵進攻。下午2點，布呂歇爾審視局勢後認為拿破崙已經抵達，下令所有部隊立即經尚波貝爾撤退。

## 追擊
隨著聯軍發動全面撤退，馬爾蒙接令積極追擊敵軍。他的部隊包括兩個步兵師和即將抵達的勒瓦爾師，這些部隊由德魯奧的近衛砲兵支援。他的左翼為南蘇蒂的近衛騎兵，右翼則為格魯希的兩個騎兵師。在馬爾蒙的身後，是拿破崙本人坐鎮的近衛軍，包括內伊指揮的兩個近衛師（弗里昂師與屈里亞爾師）。隊形的最後，是默尼耶指揮的「青年近衛」師。
法軍騎兵的作戰受限於破碎的地形，尚無法對齊滕的步兵方陣做出干擾。因此布呂歇爾得以出色地的撤退至弗羅芒蒂耶爾與讓維利耶。然而一但穿過那些村落，地形再次變為適合騎兵作戰的平原。此時，隨著法軍騎兵對齊滕旅的側翼與後衛越來越猛烈的攻勢，齊滕旅逐漸脫離大部隊。格魯希率領杜梅克師與聖日爾曼師威嚇齊滕的右翼，南蘇蒂則率領拉費里埃師以及勒菲弗-德斯努埃特師的四個中隊威嚇其左翼。法軍切斷齊滕旅與其他部隊的聯繫，該旅組成的步兵方陣隨後在格魯希的胸甲騎兵衝鋒後崩潰，超過2,000人被俘。

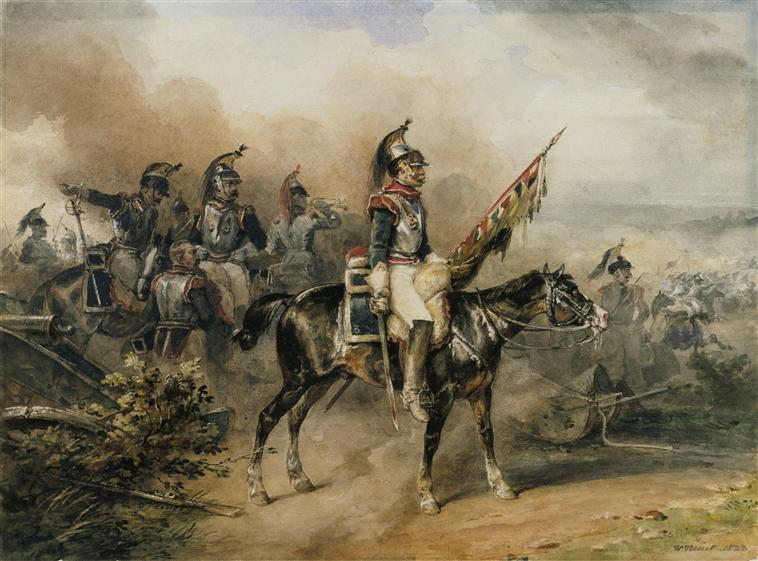
格魯希侯爵在沃尚之戰中出色地指揮重騎兵，突破並擊敗了數個敵軍步兵方陣

在馬爾蒙的步兵發動突襲後，布呂歇爾放棄在弗羅芒蒂耶爾的陣地，下令向尚波貝爾與埃托日撤退，克萊斯特軍部署在右側，道路以北；卡普采維奇軍部署在左側，道路以南。格魯希得利於平坦的地形，迅速推進並到達聯軍步兵方陣的後方。聯軍繼續以斜線陣撤退，並有效地利用地形躲過法軍砲兵的轟擊。隨著夜幕降臨，聯軍向埃托日的撤退路線被法軍騎兵封鎖，聯軍方陣開始失去秩序。格魯希在發現敵軍弱點後，指揮三個騎兵師進攻聯軍，成功沖垮並擊潰方陣，潰兵們混亂地向埃托日森林逃難。布呂歇爾英勇地奮戰於第一線，努力增強其部隊的士氣。他與所有的高階指揮官（如：格奈森瑙、克萊斯特、卡普采維奇與普魯士親王奧古斯特）都差點被俘。
布呂歇爾在逃脫圍剿後，越過韋爾蒂森林佔領埃托日，他留下烏敦將軍的1,800人與15門火砲作為後衛。烏敦的部隊在漫長的戰鬥與撤退中筋疲力盡，本以為在夜色降臨後就已無憂，然而杜梅克的胸甲騎兵出人意料地殺出，僅用一次衝鋒就擊潰敵軍。俄軍第八師司令烏魯索夫親王與600人和8門火砲在這次行動中被俘，法軍拉格朗日師的第一水手團隨後進入埃托日。布呂歇爾也放棄了該陣地，繼續向韋爾蒂與貝熱拉撤退。然後他選擇在夜色中進行強行軍，率領殘軍匆忙向沙隆前進，在該處與薩肯將軍和約克將軍的部隊會合。

## 結果
布呂歇爾的「西里西亞軍團」在這場長途騎兵追擊戰中，估計損失最多可達10,000人。讓-皮埃爾·米爾在《哈瑙與蒙米拉伊：近衛軍取得勝利》一書中指出聯軍有多達7,000人傷亡與2,000人被俘，其中普軍傷亡3,500人、被俘2,000人，俄軍傷亡3,500人、無被俘數據，總共被繳獲15門火砲與10面旗幟。阿蘭·皮雅爾在《拿破崙戰役辭典》中也指出西里西亞軍團在2月14日中損失高達9,000人至10,000人。皮雅爾稱在追擊普俄聯軍期間，普軍傷亡1,250人、被俘2,000人，俄軍損失2,000人，其並未仔細計算初始交戰中的傷亡（其中僅齊滕將軍的普魯士第11旅就有一個營被俘、另有2,000人在格魯希與南蘇蒂的聯合行動中被俘）。在《拿破崙走投無路：1814年》一書中，弗朗西斯·洛蘭·彼得估計克萊斯特的普魯士第二軍損失4,000人與7門火砲、卡普采維奇的俄羅斯第十軍損失2,000人與9門火砲，但不確定其有無計算俄羅斯第九軍的損失數據。在《拿破崙的戰役》一書中，大衛·G·錢德勒將聯軍損失定為7,000人，另有16門火砲與大量物資被俘。
軍事史學家雅克·加尼耶在讓·蒂拉爾編撰的《拿破崙辭典》中分析，僅因為泥濘與潮濕的地面阻礙法軍砲兵和步兵的有效部署，才未產生一場更輝煌的勝利。「西里西亞軍團」作為反法聯軍最出色的軍團，在與拿破崙的六天戰鬥中，共損失了多達18,000人，而兵力為對手一半的法軍則僅損失了3,400人。在擊敗布呂歇爾後，拿破崙快速南下進攻施瓦岑貝格的「波希米亞軍團」，在2月17日上午突襲維特根施泰因麾下的俄軍前衛，4,000名的俄軍前衛除了脫逃的騎兵以外全數被殲滅，拿破崙隨後將整個波希米亞軍團趕過塞納河。2月18日，奉施瓦岑貝格之令堅守在蒙特羅的聯軍部隊被法軍擊敗，波希米亞軍團加速向特魯瓦撤退。二月中旬的聯軍陷入低谷，法軍不斷的勝利加劇聯軍內部的矛盾，拿破崙的失敗再次看似遙不可及。

## 註腳
1. 1 2 3 4 5  Pigeard 2004，第886頁.
2. 1 2 3  Petre 1914，第71頁.
3. ↑  Connelly 2012，第195頁.
4. 1 2 3 4  利芬 2015，第534頁.
5. 1 2 3 4  Tulard 1999，第920頁.
6. 1 2  Mir 2009，第63頁.
7. 1 2  Chandler 2009，第974頁.
8. ↑  Nafziger 2015，第608–609頁.
9. ↑  Nafziger 2015，第608-609頁.
10. 1 2  Chandler 2009，第975頁.
11. ↑  Nafziger 2015，第170–171頁.
12. 1 2 3 4 5 6  Mir 2009，第65頁.
13. 1 2 3 4 5 6 7 8  Pigeard 2004，第887頁.
14. ↑  Mir 2009，第63-65頁.
15. 1 2 3 4 5 6  Mir 2009，第66頁.
16. ↑  Petre 1914，第75頁.
17. ↑  Chandler 2009，第974-975頁.
18. ↑  Colson & Mikaberidze 2022，第510頁.
19. 1 2  利芬 2015，第537頁.
20. ↑  Chandler 2009，第979頁.